# MBK Evolis
L'Evolis è uno scooter prodotto dalla casa motociclistica francese MBK dal 1992 al 1998 nella cilindrata 50 cm³ con motore a due tempi. È stato distribuito anche come Yamaha Zest, essendo diventata la Yamaha proprietaria del marchio francese.
In seguito il nome è stato utilizzato per commercializzare sul mercato francese degli scooter di cilindrata superiore, tra i 125 e i 400 cm³, venduti in altre parti del mondo come Yamaha X-Max.